# Pseudauxa nigerrima
Pseudauxa nigerrima is een keversoort uit de familie boktorren (Cerambycidae). De wetenschappelijke naam van de soort is voor het eerst geldig gepubliceerd in 1966 door Breuning.